# Garija
Garija (mađ. Garé) je selo u južnoj Mađarskoj.
Zauzima površinu od 8,53 km četvorna.

## Zemljopisni položaj
Nalazi se na 45° 55' 8" sjeverne zemljopisne širine i 18° 11' 36" istočne zemljopisne dužine.
Szava je 1,5 km jugozapadno, Ovčar je 2 km sjeverozapadno, Suka i Silvaš su 4 km sjeverno, Boštin je 3 km sjeverno-sjeveroistočno, Salanta je 2,5 km sjeveroistočno, Turon je 2 km istočno-jugoistočno, Crnota je 2,5 km, a marijansko svetište Đud (Jud) je 6,5 km jugoistočno.

## Upravna organizacija
Upravno pripada Šikloškoj mikroregiji u Baranjskoj županiji. Poštanski broj je 7812.

## Povijest
Kraj je naseljen još u kamenom dobu.
Selo se prvi put spominje u povijesnim knjigama 1329. kao Garee, 1332. kao Gara, 1446. kao Gare.
Mađari su naseljavali ovo selo. Pripadalo je obiteljima Derzsi, Himfi, Nekcsei i Héderváry.

## Promet
2 km istočno od Garije prolazi državna cestovna prometnica br. 58.

## Stanovništvo
Garija ima 356 stanovnika (2001.). Mađari su većina. U selu živi i 2,6% posto Roma, koji u selu imaju manjinsku samoupravu, te 1,8% Nijemaca. Nešto više od dvije trećine stanovnika su rimokatolici, a 12% je kalvinista, nekoliko luterana te ostali.

## Vanjske poveznice
- Garija na fallingrain.com